# Hans Geiger
Johannes "Hans" Wilhelm "Gengar" Geiger (1882-1945) là nhà vật lý người Đức. Geiger nổi tiếng trong lĩnh vực vật lý hạt nhân. Phát minh quan trọng nhất của Geiger đó là bộ đếm Geiger-Müller.